# Suaza
Suaza ist eine Gemeinde (municipio) im Departamento Huila in Kolumbien.

## Geographie
Suaza liegt im Südosten von Huila in der Subregion Subcentro in der Ostkordillere der kolumbianischen Anden auf einer Höhe von 990 Metern, 155 km von Neiva entfernt und hat eine Jahresdurchschnittstemperatur von 23 bis 24 °C. An die Gemeinde grenzen im Norden Altamira, im Osten Guadalupe sowie Florencia im Departamento del Caquetá, im Süden Acevedo und im Westen Timaná.

## Bevölkerung
Die Gemeinde Suaza hat 23.102 Einwohner, von denen 4511 im städtischen Teil (cabecera municipal) der Gemeinde leben (Stand: 2022).

## Geschichte
Auf dem Gebiet der heutigen Gemeinde lebte bei Ankunft der Spanier das indigene Volk der Andaquíes. Suaza wurde 1748 von Helena de Valderrama unter dem Namen Casas Quemadas bzw. Las Quemadas südlich des heutigen Ortskerns gegründet. Der Ort erhielt 1842 als Santa Librada den Status einer Gemeinde. Den heutigen Namen erhielt Suaza 1934.

## Wirtschaft
Die wichtigsten Wirtschaftszweige von Suaza sind Landwirtschaft und Tierhaltung. Das wichtigste Anbauprodukt ist Kaffee.